# Hard Rock Hotel & Casino Paradise
L'Hard Rock Hotel & Casino Paradise è un resort d'intrattenimento di proprietà e gestione di Brookfield Asset Management and Warner Gaming, LLC che sorge a Paradise, in Nevada, località facente parte della conurbazione di Las Vegas.
La struttura include la torre dell'hotel, un enorme casinò, una spiaggia e una piscina, una discoteca, sei ristoranti, tre sale da cocktail, diversi negozi specializzati, un centro benessere, una sala da poker, e una sala da concerto denominata "The Joint", dove hanno registrato album dal vivo gli Aerosmith e i Def Leppard.